# Mantaro (rijeka)
Mantaro (špa.: El Río Mantaro) je rijeka u Južnoj Americi, u središnjem dijelu Perua, koja izvire iz jezera Junín na nadmorskoj visini od 4.080 m, nakon 724 km toka, sutokom s rijekom Apurímac se nastavlja kao rijeka Ene (koja dalje rijekom Tambo, pa Ucayali se ulijeva u Amazonu). 
Glavne pritoke rijeke Mantaro su rijeke Cunas i Ichu.
Na rijeci Mantaro izgrađena je hidroelektrana koja proizvodi oko 31% električne energije Perua.

## Vanjske poveznice
|  | Zajednički poslužitelj ima još gradiva o temi Mantaro (rijeka) |